# Frl. Menke
Frl. Menke, pseudonimo di Franziska Menke (Amburgo, 4 novembre 1960), è una cantante tedesca.

## Biografia
Figlia del musicista Joe Menke e di una corista dell'orchestra di Bert Kaempfert, Frl. Menke è stata insieme a Nena e Nina Hagen una delle voci femminili più significative della Neue Deutsche Welle. La sua fortuna è dovuta alla canzone Hohe Berge (1982) che facendo da traino al suo primo album Frl. Menke (contenente anche il singolo d'esordio Wie Du bist, già uscito nel 1980) l'ha resa per circa un triennio la cantante più trasmessa dalle radio tedesche, e una delle regine delle classifiche.
Nei dieci anni successivi l'artista ha preferito restare lontana dalle sale d'incisione per dedicarsi alla famiglia. Non è però rimasta del tutto inattiva: ha composto infatti numerosi jingle per spot radiofonici e televisivi.
Nel 1992 Frl. Menke ha inciso finalmente un secondo album, contenente tra l'altro un remix di Hohe Berge (pubblicato come singolo due anni prima), la cui accoglienza è stata però piuttosto tiepida. La cantante ha successivamente partecipato a vari musical, ottenendo i consensi di pubblico e di critica. Frl. Menke non ha mancato di riproporre dal vivo Hohe Berge nell'ambito di diversi eventi musicali.
Nel 2005 è uscito il suo terzo album. Nel 2010 Frl. Menke ha festeggiato i suoi cinquant'anni realizzando un nuovo singolo, Freunde.

## Vita privata
Dal suo unico matrimonio, terminato nel 1998 con un divorzio, sono nati due figli: una femmina, Alice, nel 1986, e un maschio, Ivo, nel 1989.

## Discografia

### Album
- 1982 - Frl. Menke
- 1992 - Ich Will's Gefährlich
- 2005 - Einwandfrei

### Singoli
- 1980 - Wie Du bist
- 1982 - Hohe Berge
- 1982 - Traumboy
- 1983 - Tretboot in Seenot
- 1983 - Messeglück in Düsseldorf
- 1984 - Die Ganze Nacht
- 1990 - Hohe Berge - Remix
- 1992 - Ich Will's gefährlich
- 1992 - Ich Hol Doch Keine Brötchen
- 1992 - Himmel
- 1993 - Frau Neben Mir
- 2010 - Freunde